# IC 2111
IC 2111 ist ein Emissionsnebel im Sternbild Dorado. Das Objekt wurde im Jahre 1901 von Williamina Fleming entdeckt.